# Rudolf von Busch
Rudolf von Busch (* 6. August 1900 in Oldenburg; † 11. September 1956 ebenda) war ein deutscher Politiker.
Sein Vater war der Oldenburger Chefredakteur Wilhelm von Busch (1868–1940). Der promovierte Jurist Rudolf von Busch war in Oldenburg als Rechtsanwalt niedergelassen.
Als unabhängiger Abgeordneter gehörte er von der ersten Sitzung am 30. Januar 1946 bis zur letzten am 6. November 1946 dem Ernannten Landtag von Oldenburg an.

## Quelle
- Barbara Simon: Abgeordnete in Niedersachsen 1946–1994. Biographisches Handbuch. Hrsg. vom Präsidenten des Niedersächsischen Landtages. Niedersächsischer Landtag, Hannover 1996, S. 61.

| Personendaten    | Personendaten                        |
| ---------------- | ------------------------------------ |
| NAME             | Busch, Rudolf von                    |
| KURZBESCHREIBUNG | deutscher Politiker (parteilos), MdL |
| GEBURTSDATUM     | 6. August 1900                       |
| GEBURTSORT       | Oldenburg (Oldenburg)                |
| STERBEDATUM      | 11. September 1956                   |
| STERBEORT        | Oldenburg (Oldenburg)                |